# Barbara Lis
Barbara Lis (ur. 4 lipca 1962 w Rudzie Śląskiej) – polska entomolog, heteropterolog.

## Życiorys
W 1992 ukończyła studia w Wyższej Szkole Pedagogicznej w Krakowie i uzyskała tytuł magistra, w 1997 obroniła doktorat w Muzeum i Instytucie Zoologii Polskiej Akademii Nauk w Warszawie. Jest pracownikiem Naukowym Katedry Biosystematyki Uniwersytetu Opolskiego.
Barbara Lis jako heteropterolog prowadzi badania nad morfologią i systematyką, a także taksonomią i filogenezą Tingoidae (prześwietlikowate). Jako pracownik naukowy Uniwersytetu Opolskiego zajmuje się również faunistyką pluskwiaków różnoskrzydłych Polski (Heteroptera). Opracowała przegląd faunistyczny rodziny Tingidae Polski, katalog Heteroptera Górnego Śląska oraz dwa zeszyty w serii „Klucze do Oznaczania Owadów Polski”.
Dorobek naukowy Barbary Lis stanowi 30 oryginalnych publikacji naukowych, opisy 3 rodzajów i 15 nowych gatunków pluskwiaków z rodziny Dinidoridae, Tingidae i Cantacaderidae.